# Grand-Brassac
Grand-Brassac – miejscowość i gmina we Francji, w regionie Nowa Akwitania, w departamencie Dordogne.
Według danych na rok 1990 gminę zamieszkiwało 488 osób, a gęstość zaludnienia wynosiła 15 osób/km² (wśród 2290 gmin Akwitanii Grand-Brassac plasuje się na 722. miejscu pod względem liczby ludności, natomiast pod względem powierzchni – na miejscu 249.).